# Lepidodendron
Genre
Lepidodendron est un genre éteint de lycophytes arborescentes fossiles. La répartition stratigraphique s'étend du Dévonien au Carbonifère (-400 à -290 millions d'années).
En France, les espèces du genre Lepidodendron font partie de la paléoflore des bassins houillers du Carbonifère (Alès, Graissessac, Le Plan-de-la-Tour…). Elles ont participé à la formation des gisements de charbon de cette époque.
Morphologiquement, Lepidodendron se rapproche du genre Lepidodendropsis.

## Galerie photographique

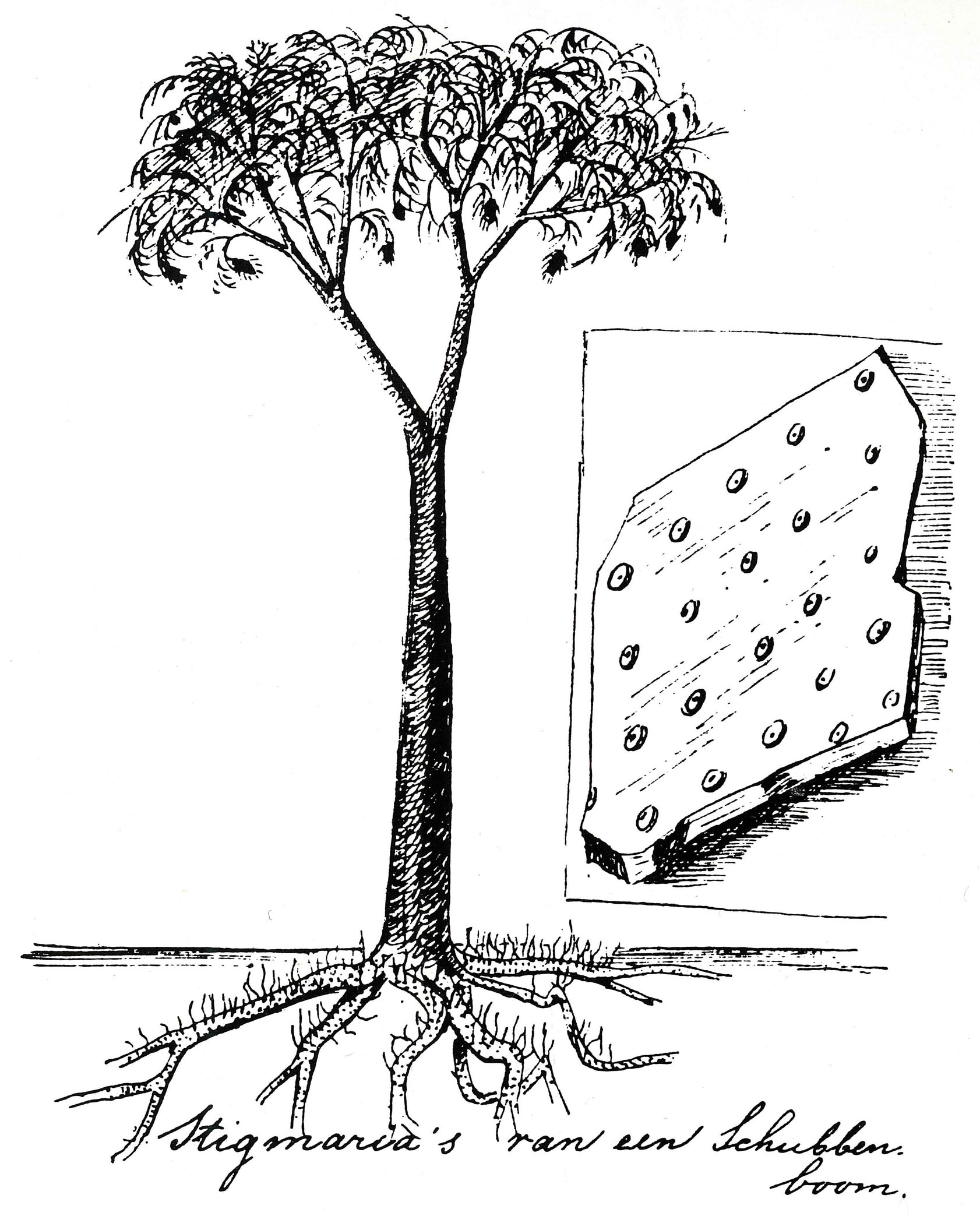
Reconstitution d'un Lepidodendron de 1911, par le paléoartiste Eli Heimann,  avec les racines initialement décrites sous le nom de genre Stigmaria.
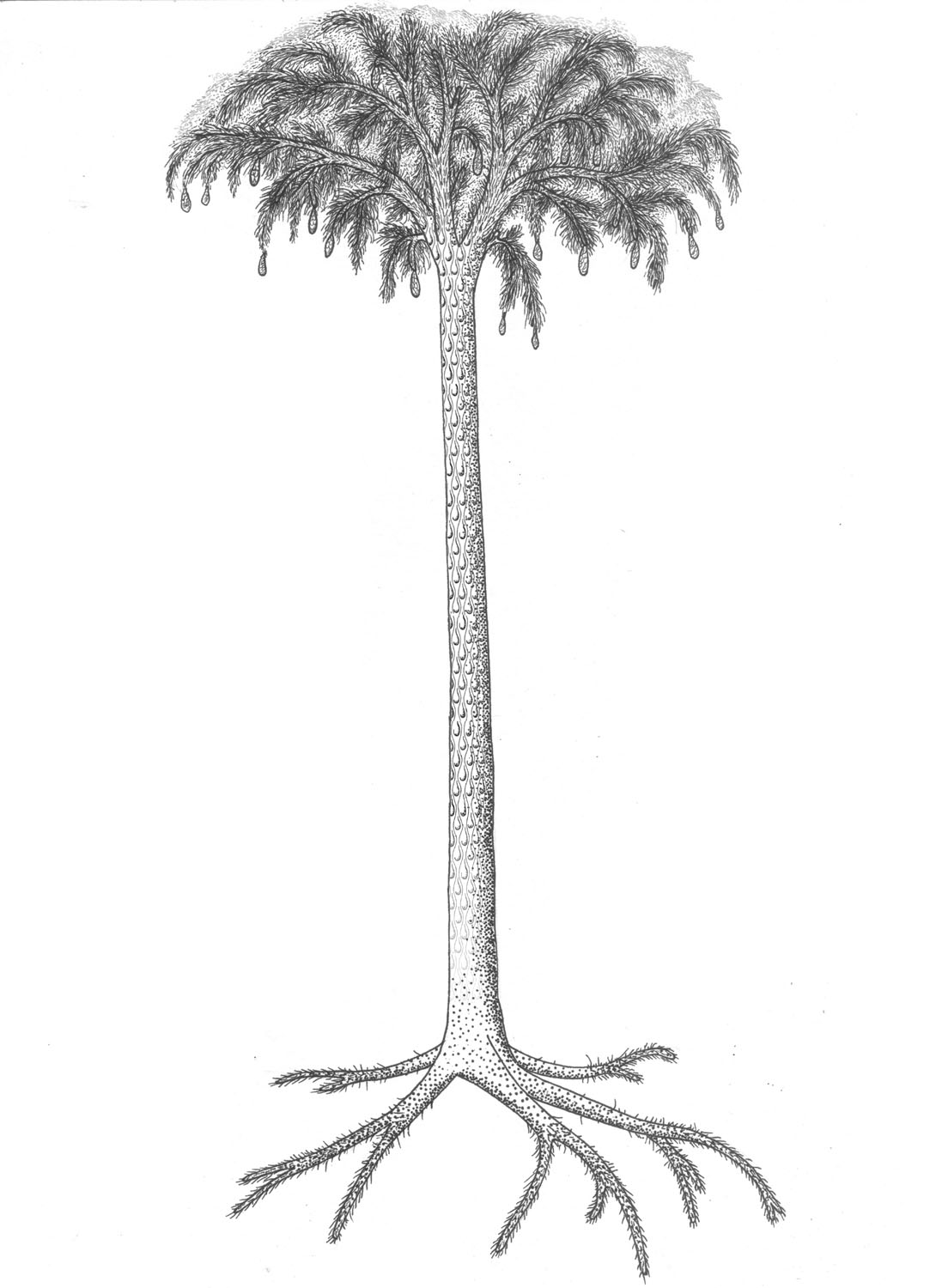
Reconstitution d'un Lepidodendron avec ses racines.
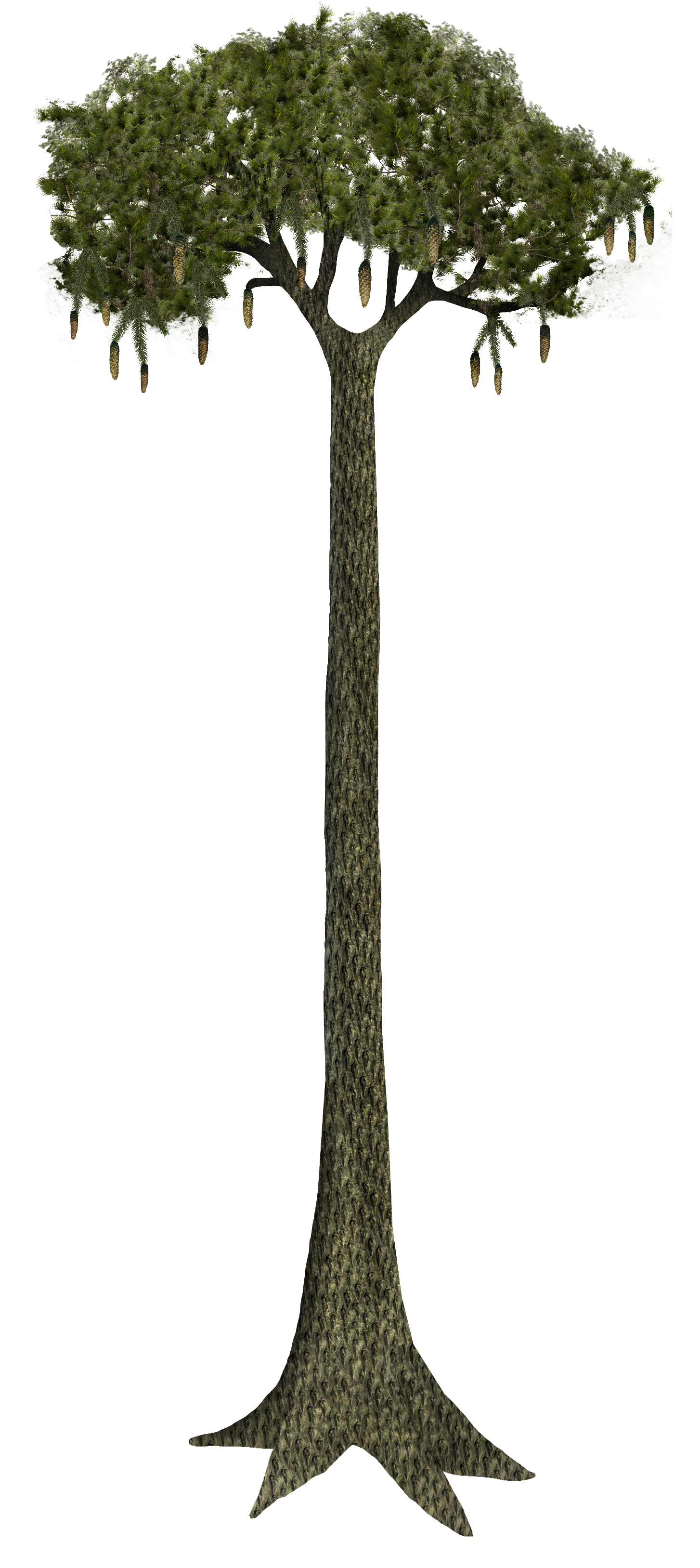
Reconstitution par le paléoartiste Tim Bertelink avec le motif de la tige arborescente.